# Tzvetan Todorov
Tzvetan Todorov, bulharsky Цветан Тодоров (Cvetan Todorov; 1. března 1939 Sofie – 7. února 2017 Paříž) byl francouzsko-bulharský filozof, esejista a literární teoretik. Narodil se v Sofii, od roku 1963 žil trvale ve Francii, roku 1973 získal francouzské občanství. V Bulharsku vystudoval slavistiku, ve Francii lingvistiku a literární vědu. Velmi ho ovlivnilo dílo Michaila Bachtina a teorie mluvních aktů, svou dizertaci napsal pod vedením Rolanda Barthese. Krom literatury a dějin umění (fantaskní literatura, holandské malířství, Francisco Goya, Giovanni Boccaccio) patřila k oblastem jeho zájmu otázka kolektivní paměti, odkazu Jean-Jacquese Rousseaua, objevení Ameriky či koncentračních táborů. Byl manželem kanadské spisovatelky Nancy Hustonové. Česky vyšly jeho knihy Dobytí Ameriky : Problém druhého (Mladá Fronta, 1996), Poetika prózy (Triáda, 2000), V mezní situaci (Mladá fronta, 2000), Úvod do fantastické literatury (Karolinum, 2010), Strach z barbarů (Paseka, 2011).